# Patrizia Giancotti
Patrizia Giancotti (Torino, 26 giugno 1958) è un'antropologa, fotografa e giornalista italiana.

## Biografia
Insegna antropologia nella sede milanese della Università Sigmund Freud di Vienna e alla Accademia di Belle Arti di Reggio Calabria. È autrice e conduttrice di Rai Radio 3 per i programmi Wikiradio, Passioni, Tre Soldi,  ha pubblicato più di cento reportage per le maggiori riviste e realizzato oltre cinquanta mostre fotografiche in Italia, Francia, Germania, Portogallo, Africa e Brasile.
Ha svolto le sue ricerche di antropologia visiva in Italia e all'estero, particolarmente in Brasile, dove ha vissuto per oltre dieci anni, collaborando con lo scrittore Jorge Amado e dedicandosi allo studio dei poteri femminili tra le sacerdotesse del candomblé di Bahia, al culto della Sirena, e allo sciamanesimo amazzonico; e in Benin, dove ha svolto ricerche fotografiche sulle tradizioni religiose e sulle influenze culturali africane nei paesi della diaspora colonialista. Frutto di questa ricerca è la mostra Benin-Bahia Messaggi d’oltremare, prodotta dal Ministero della Cultura del Brasile e allestita nei saloni espositivi del Senato della Repubblica nel Palazzo del Congresso Nazionale di Brasilia.
Per il suo lavoro di divlugazione culturale ha ricevuto dal Sindaco di Salvador da Bahia Lidice da Mata il Premio "Abèbè di Oxum", mentre il governo del Brasile le ha conferito l'Alta Onorificenza del Cruzeiro do Sul.
Ha effettuato rilevamenti di antropologia visiva nel sud Italia confluiti in lavori foto-cinematografici-musicali quali Chiumma, sulla devozione dei pescatori di Sciacca, e Virgo Potens, sulla festa della Madonna dell'Arco. Per l'Ambasciata del Brasile, con il contributo del Ministero degli Esteri del Brasile, Telecom e Banco do Brasil, ha ideato e prodotto Musica Brasileira na Sala Palestrina, due volumi contenenti supporti audio e video dei concerti di musica erudita tenuti nella storica sala di Palazzo Pamphili. Ha collaborato alla produzione di eventi culturali e concerti tra cui quello di Ennio Morricone al Teatro Municipale di Rio de Janeiro, e quello di José Carreras alla Villa Reale di Monza. È stata responsabile casting e fotografa di scena per la produzione di vari film internazionali, nonché per la performance dell'artista Luigi Ontani prodotta dal Museo d'arte moderna e contemporanea di Trento e Rovereto, realizzata nel Parco dei Mostri di Bomarzo.
Tiene corsi e seminari in varie Università italiane, realizza conferenze visive e partecipa a convegni internazionali in qualità di antropologa come al Festival "Il tempo delle Donne", alla Triennale di Milano, a quello ideato da Ismael Ivo per la Biennale Danza di Venezia. Nel 2014 ha ideato, prodotto e co-diretto per conto dell'Istituto Centrale per la Demoetnoantropologia il film sul Museo Nazionale delle Arti e Tradizioni Popolari intitolato A memoria d'uomo. Dal 2003 lavora per la radio nazionale, impegnandosi come autrice e conduttrice nei programmi di Radio3 . Per il GAL dell'area grecanica della Calabria, ha svolto una lunga ricerca di antropologia visiva, confluita nel libro Filoxenìa  - L'accoglienza tra i Greci di Calabria (Rubbettino Editore) Premio Ali sul Mediterraneo 2017, e nel ciclo di racconti radiofonici Volti e voci della Calabria Greca.

## Principali mostre personali
- 1981 "Cercatori" Torino, Biennale Internazionale di Fotografia
- 1990 "Viva Amazzonia" Roma, Ambasciata del Brasile
- 1991 "Succede a Bahia" Volterra, Palazzo dei Priori
- 1991 "Bahia" Roma, Istituto Italo Latino Americano; Milano, Galleria "il diaframma"
- 1993/2004 "Le Signore di Bahia" Parigi, Ambasciata del Brasile; Benin, Festival Retrouvailles Amerique-Afrique, Palais Royal Porto Novo; Perugia, Rocca Paolina, Sala Cannoniera; Napoli, Istituto Suor Orsola Benincasa; Milano, Viareggio, Verona Festival Latino Americano; München, Festival "Latino America Presente!", Gasteig, Carl-Orff-Saal; Sciacca, Cortile Arabo; Torino, Festival Internazionale di Danza Africana, Teatro Nuovo
- 1994 "Sulla rotta degli schiavi" Salvador da Bahia
- 1997 "Simboli del potere e potere dei simboli tra Africa e Brasile" Napoli, Istituto Suor Orsola Benincasa
- 2000 "Viva o povo brasileiro" Milano, Verona, Festival Latino Americano
- 2001 "Pernambuco tra stelle e arcobaleno" Lisbona, Centro Colombo
- 2003 "La nostalgia del corpo" Torino, Festival Internazionale di Danza Africana, Reggio Emilia, RED Festival
- 2004 "Jorge Amado e la sirena di Bahia" Napoli, Città della Scienza
- 2007 "Siamo tutti brasiliani" Vicenza, Casa del Palladio
- 2008 "Nel paese del Carnevale" Castrovillari, Ex Convento di San Francesco
- 2008 "A alma da Bahia" Salvador da Bahia, Museu de Arte Moderna; Maceiò, Museu Antropologico Theo Brandao
- 2008 "Misti si nasce" San Rossore, Pisa, Festival contro ogni razzismo; Anacapri, Festival Vento do mar
- 2008 "Qualcosa che il mondo non aveva mai visto" Roma, Festival del Film, Ambasciata del Brasile
- 2010 "Le donne di Amado" in 35 teatri italiani
- 2011 "Benin Bahia - Messaggi d'oltremare" Brasília, Palazzo del Congresso Nazionale
- 2015 "Misti si nasce" Reggio Calabria,  Foyer Teatro Cilea, Settimana europea contro ogni razzismo
- 2018 Amazzonia, Settimana per la conoscenza dei popoli nativi, Monaco di Baviera

## Radio
Dal 2003 al 2005 ha lavorato come autrice e coconduttrice al programma Atlantis di Rai Radio 2 affiancando Lorenzo Scoles. Per Rai Radio 3 Il terzo Anello, ha ideato e condotto il programma Siamo tutti brasiliani.
Attualmente è autrice conduttrice per i programmi di Radio 3 Wikiradio, Tre soldi, Vite che non sono la tua e Passioni.

## Riconoscimenti
Il Sindaco di Salvador da Bahia Lídice da Mata le ha conferito il premio "Espelho de Oxum" (Specchio di Oxum) per gli anni spesi a divulgare Bahia e la sua cultura.
Il sette settembre 2001 il Presidente del Brasile l'ha insignita con l'alta onorificenza "Ordem Nacional do Cruzeiro do Sul" (Ordine nazionale del Cruzeiro do Sul), per la conoscenza e la divulgazione della cultura brasiliana, per l'amicizia nei confronti del Brasile e i servigi resi al Paese attraverso il suo lavoro.

## Pubblicazioni
| Rome, Insight Guide                                         | Apa Book            | 1990 |
| Bahia con testi di J. Amado, C. Veloso, L. Stegagno Picchio | A&A Milano          | 1991 |
| Rome, Insight Guide                                         | Gallimar            | 1991 |
| Bahias                                                      | Corrupio            | 1993 |
| Amazzonia labirinto verde                                   | Giunti              | 1993 |
| Bahia de Todos os Santos                                    | Garzanti            | 1994 |
| Mito e desiderio "la mãe de santo in azione"                | Il nuovo spettatore | 1994 |
| Il cucchiaio d'argento - Campania                           | Domus               | 2007 |
| Il cucchiaio d'argento - Emilia Romagna                     | Domus               | 2007 |
| Il cucchiaio d'argento - Calabria                           | Domus               | 2007 |
| Koning Van Katoren - Filmeditie                             | Lemniscaat          | 2012 |
| Filoxenìa - L'accoglienza tra i Greci di Calabria           | Rubbettino          | 2016 |